# Rio Bârsănești
O Rio Bârsăneşti é um rio da Romênia afluente do Rio Tazlău, localizado no distrito de Bacău.